# Rafael Henche de la Plata
Rafael Henche de la Plata (Alcalá de Henares, 17 de noviembre de 1886-Madrid, 11 de septiembre de 1961) fue un político y sindicalista español, miembro del partido socialista y alcalde de Madrid durante la Guerra Civil.

## Biografía
Nació el 17 de noviembre de 1886 en Alcalá de Henares. Militante del PSOE y de la UGT, formó parte de la candidatura al ayuntamiento de Madrid de la conjunción republicano-socialista en las elecciones de abril de 1931, siendo elegido concejal. Durante la mayor parte de su vida ostentó cargos de dirección al más alto nivel en el Sindicato de Artes Blancas y Alimenticias —sindicato de panaderos y pasteleros— de la UGT. Entre 1928 y 1932 salió elegido miembro de la ejecutiva de la UGT, con 54.345 votos, con Julián Besteiro como presidente. En 1934, le fue ofrecido el puesto de tesorero en la ejecutiva, pero lo rechazó en solidaridad con Largo Caballero, que tampoco había aceptado el puesto de secretario general. Participó en los sucesos de octubre de 1934 en Madrid, como miembro del comité revolucionario madrileño, por lo que fue procesado y encarcelado hasta febrero de 1936.
Presidente de la Diputación Provincial de Madrid entre el 27 de febrero de 1936 y el 25 de noviembre de 1937.
Repuesto en la corporación municipal tras las elecciones de febrero de 1936, permaneció en la ciudad durante toda la guerra, sucediendo al también socialista Cayetano Redondo en la alcaldía el 24 de abril de 1937. Francisco Largo Caballero, al que consideraba «irresponsable», fue durante la guerra civil el blanco de muchas de sus críticas. Tras el triunfo del golpe de Estado del coronel Casado y ante la inminente entrada de las tropas de Franco en Madrid, Rafael Henche disolvió la corporación municipal, se dirigió a Valencia y luego a Alicante, donde trató de embarcarse hacia el exilio. No lo consiguió y fue detenido en Alicante, siendo trasladado al campo de concentración de Albatera, trasladado a Madrid y condenado a muerte. Gracias a las presiones diplomáticas no se ejecutó la pena, quedando recluido en el penal de El Dueso (Santander) hasta 1945, cuando fue puesto en libertad. Formó parte de la comisión ejecutiva clandestina, facilitando el reconocimiento internacional del PSOE por el COMISCO en 1948.
Mientras se encontraba recluido en prisión, el Instituto Nacional de la Vivienda franquista confiscó de forma irregular su vivienda de la calle Alfonso XIII, a pesar de que su causa por la Ley de Responsabilidades Políticas sería archivada más tarde, en 1943.
Falleció el 11 de septiembre de 1961 en Madrid.